# Rosa Pérez Garijo
Rosa Pérez Garijo (València, 1972) és una política i advocada valenciana, coordinadora general d'Esquerra Unida del País Valencià (EUPV) des de 2018 i consellera de Participació, Transparència, Cooperació i Qualitat Democràtica de la Generalitat Valenciana en el segon govern del socialista Ximo Puig (2019-2023).

## Biografia
Llicenciada en dret per la Universitat de València l'any 1998, ha exercit d'advocada fins a l'any 2011, moment en què obté la llicenciatura en Ciències Polítiques i de l'Administració per la mateixa universitat. Ha estat també professora associada de la Facultat de Dret de la Universitat de València de 2003 a 2019.
Pérez Garijo, militant d'EUPV, és elegida regidora a l'Ajuntament de Catarroja (Horta Sud) per primera vegada a les eleccions municipals de 2003 i repeteix fins a les de 2015. El 2011 a més a més accedeix a la Diputació de València i exerceix l'oposició al president Alfonso Rus. Va ser una de les més destacades diputades en la persecució de la corrupció política que finalment va possibilitar que Rus fóra investigat en l'anomenat Cas Taula i finalment condemnat.
El 2015 repeteix com a diputada provincial, però aquesta vegada s'incorpora al nou govern de la Diputació que canvia de mans en favor de la coalició de govern de PSPV, Compromís, Podem i EUPV. Rosa Pérez Garijo ostenta la Vicepresidència 4a encarregada de Teatres, Inclusió Social i Memòria Històrica i des d'on impulsarà l'exhumació de les Fosses de Paterna.

### Coordinadora general d'EUPV
Accedeix al lideratge de la seua formació política l'abril de 2018 en un ambient de confrontació interna amb la candidatura rival, que rebia el suport del Partit Comunista del País Valencià (PCPV). Va renovar el càrrec al febrer de 2022.
El mandat de Pérez Garijo ha estat marcat per la recuperació de la representació política del seu partit a les Corts Valencianes mercè al pacte signat amb Podem per a concórrer conjuntament a les eleccions a les Corts Valencianes de 2019 sota la marca Unides: Podem - Esquerra Unida. Tot i que als comicis de 2023 van repetir l'acord electoral, la coalició no va obtenir representació.

### Consellera de la Generalitat Valenciana
Després de les eleccions de 2019, la coalició formada per Podem i EUPV s'integren al govern de PSPV i Compromís amb Ximo Puig a la presidència. Pérez Garijo assumeix la Conselleria de Participació, Transparència, Cooperació i Qualitat Democràtica des d'on va impulsar la Llei valenciana de Memòria Democràtica.